# Somalia-Galago
Der Somalia-Galago (Galago gallarum) ist eine Primatenart aus der Familie der Galagos (Galagonidae).

## Merkmale
Somalia-Galagos sind wie alle Galagos sehr kleine Primaten. Sie erreichen eine Kopfrumpflänge von 13 bis 20 Zentimetern, der Schwanz ist mit 20 bis 29 Zentimetern deutlich länger. Ihr Fell ist graubraun gefärbt, wobei die Unterseite etwas heller ist. Die Augen sind als Anpassung an eine nachtaktive Lebensweise vergrößert. Die Ohren sind ebenfalls groß, sie sind unbehaart und beweglich.

## Verbreitung und Lebensraum

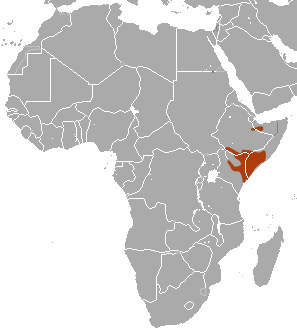
Verbreitungsgebiet (rot)

Somalia-Galagos sind im östlichen Afrika beheimatet, ihr Verbreitungsgebiet umfasst das südliche Somalia, das südliche Äthiopien und das nordöstliche Kenia. Ihr Lebensraum sind trockene Savannen und Buschländer. Sie bewohnen trockenere Habitate als alle anderen Galagos, ja sogar als alle anderen afrikanischen Primaten.

## Lebensweise
Über die Lebensweise dieser Tiere ist wenig bekannt. Sie sind nachtaktiv und bewegen sich schnell kletternd und springend durch das Geäst. Sie leben einzelgängerisch oder in kleinen Gruppen. Ihre Nahrung besteht vorwiegend aus Insekten, möglicherweise ergänzt mit Baumsäften.

## Gefährdung
Somalia-Galagos sind anpassungsfähig und können auch in vom Menschen beeinflussten Gebieten überleben. Die IUCN listet die Art darum als „nicht gefährdet“ (least concern).